# Pollmeier Massivholz
Nhà Máy Gỗ Pollmeier Massivholz GmbH & Co. KG là nhà điều hành các xưởng cưa gỗ cứng, có trụ sở chính tại Creuzburg ở quận Wartburg ở bang Thuringia, CHLB Đức.

## Lịch sử Thành Lập
Năm 1988 Pollmeier Leimholz GmbH được thành lập tại Rietberg ở North Rhine-Westphalia. Năm 1996, xưởng cưa Pollmeier đầu tiên bắt đầu sản xuất tại Creuzburg. Bốn năm sau, công ty mua lại cổ phần của Hanses Sägewerkstechnik GmbH & Co. KG. Trong cùng năm đó, sản xuất bắt đầu tại một nhà máy khác ở Malchow (Mecklenburg). Trong những năm tiếp theo, vị trí Creuzburg được mở rộng hơn nữa. Nhà máy mới ở Aschaffenburg bắt đầu sản xuất vào đầu năm 2007. Với sự ra mắt thị trường của gỗ dán nhiều lớp BauBuche năm 2014, Pollmeier là nhà máy cưa đầu tiên sản xuất gỗ dán nhiều lớp từ gỗ cứng. Các xưởng cưa hiện tại có năng xuất hơn 800.000 mét rắn mỗi năm. Công ty xuất khẩu hơn 80% gỗ dẻ gai và gồm hơn 800 nhân viên.

## Các Sản Phẩm
Pollmeier sản xuất gỗ dẻ gai, gồm 17 loại khác nhau. Ngoài ra, công ty sản xuất các tấm gỗ đặc cứng, chủ yếu được sử dụng trong ngành công nghiệp đồ nội thất. BauBuche là một loại gỗ veneer nhiều lớp được làm từ gỗ dẻ gai của khu vực. Nó bao gồm các veneer mỏng bóc vỏ, được dán song song với các sợi hoặc theo chiều ngang và được xử lý thành tấm gỗ trong trang trí nội thất và tấm lót sàn. Khả năng chịu tải cao cho phép sử dụng trong ngành xây dựng, ngay cả với các công trình chịu tải lớn.